# Juan de Cañamares
Juan de Cañamares (en catalán, Joan de Canyamars) (Canyamars, c. 1432 – Barcelona, 12 de diciembre de 1492) fue un campesino catalán, supuestamente perturbado mental, que en 1492 llevó a cabo un atentado contra el rey Fernando II de Aragón, por el que fue ejecutado.

## El atentado
Tras completar la conquista de Granada, a mediados de 1492 los reyes católicos Fernando e Isabel habían viajado acompañados de sus hijos a la ciudad de Barcelona para negociar con los embajadores de Carlos VIII de Francia la devolución del Rosellón y la Cerdaña, que en el tratado de Bayona de 1462 habían sido cedidos por Juan II de Aragón a Luis XI de Francia a cambio de su apoyo en la Guerra Civil Catalana. 

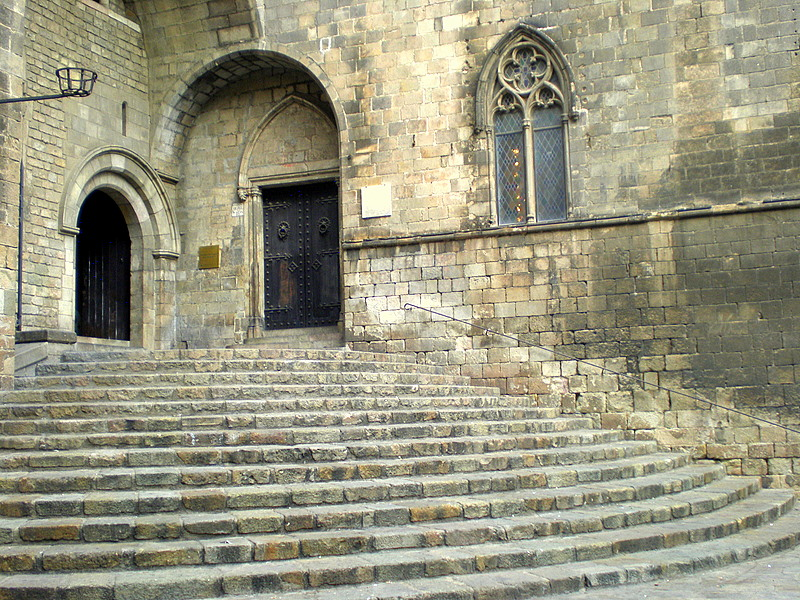
Escalinatas del Palacio Real en la Plaza del Rey, donde tuvo lugar el episodio.

El viernes 7 de diciembre a mediodía el rey Fernando salió por la puerta principal del Palacio Real Mayor de Barcelona, donde había estado celebrando audiencia, cuando al descender las gradas y disponerse a subir a su cabalgadura se acercó por su espalda Juan de Cañamares armado con un terciado de unos tres palmos de longitud, con el que le asestó un golpe vertical de arriba abajo que pasando junto a la sien y la oreja izquierdas cayó sobre la unión del cuello con el hombro, causando una herida de un jeme de longitud y cuatro dedos de profundidad.

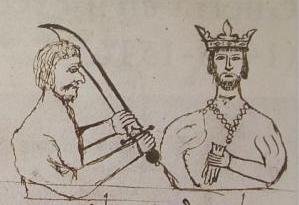
Representación del atentado en el Dietari de l'Antich Consell Barceloní, vol. III.

Los acompañantes más cercanos al rey, su trinchante (camarero) Antonio Ferriol y su mozo de espuelas Alonso de Hoyos, se abalanzaron sobre Cañamares, reduciéndole y apuñalándole tres veces con los cuchillos que llevaban al cinto con intención de matarle, pero el rey les contuvo con la esperanza de poder averiguar si el agresor formaba parte de una conspiración.
El golpe fue amortiguado por el collar rígido del jubón y por una gruesa cadena de oro que el rey llevaba al cuello. La herida, aunque sangraba abundantemente, no pareció ser de gravedad en un primer momento: los cirujanos hallaron rota la clavícula, retirando parte del hueso astillado, limpiándola del pelo que había entrado en ella y cerrándola con siete puntos de sutura. Posteriormente, el día 14, el rey recayó con fiebre alta que hizo temer por su vida, restableciéndose completamente a finales de año.

## Desórdenes en la ciudad. Primeras hipótesis sobre la agresión
Tras el atentado la confusión se extendió por la ciudad: en un primer momento se barajó la teoría de que el agresor fuera moro o de que el ataque hubiera sido dirigido contra otro miembro de la comitiva real, alcanzando al rey accidentalmente.
La posibilidad de que se tratase de una sublevación llevó a la reina a disponer que las galeras castellanas se arrimasen a puerto para poder embarcar rápidamente en ellas al heredero Juan y a las infantas.
Las informaciones que circularon sobre la muerte del rey agravaron todavía más el desorden: la población, armada, tomó las calles clamando venganza contra el autor del ataque, a quien distintos rumores suponían catalán, navarro, francés o castellano, hasta confluir frente al palacio, donde el rey convaleciente hubo de asomarse a la ventana para desmentir su propia muerte y tranquilizar a la muchedumbre.

## Interrogatorio y ejecución de Cañamares
Con el fin de comprobar si había actuado en solitario o formaba parte de alguna conspiración, Juan de Cañamares fue curado de sus heridas e interrogado bajo tormento; durante el suplicio confesó que había actuado por inspiración del Espíritu Santo, que veinte años antes le había revelado que el verdadero rey era él, diciendo después que le había incitado el demonio; según su declaración, cuando el rey hubiera muerto, el propio Cañamares ocuparía el trono en su lugar.
Convencido de su estado de demencia, el rey le perdonó, pero el Consejo Real le condenó a muerte por el delito de lesa majestad. El día 12 fue paseado en carro públicamente por las calles de Barcelona; finalmente fue atenaceado y entregado al populacho, que apedreó, descuartizó y quemó su cuerpo y esparció sus cenizas, aunque «ahogáronle primero por clemencia y misericordia de la Reyna».

«Le cortaron la mano derecha con quelo fizo e los pies conque vino a lo fazer, e sacaronle los ojos con quelo vido e el corazon con quelo penso.»

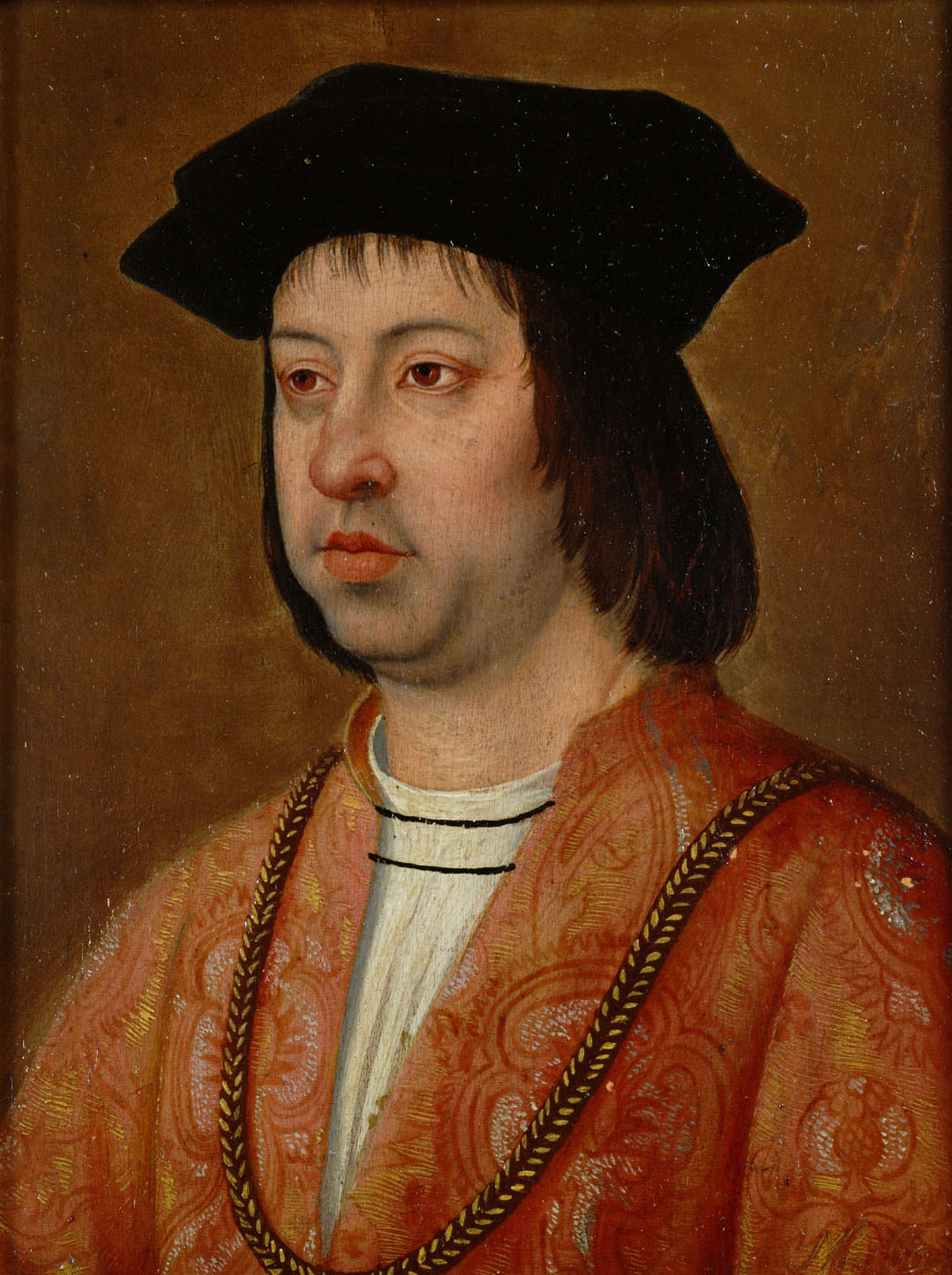
Retrato del rey Fernando por Michel Sittow (finales del). En el lado izquierdo del cuello se aprecia la cicatriz de la herida

El episodio serviría de inspiración a Alonso Ortiz para escribir su Tratado de la herida del rey, un panegírico de la reina católica, para la tragicomedia de Marcelino Verardo Fernandus servatus o para un romance anónimo.

## Sobre su motivación
Sobre la vida de Cañamares anterior al atentado no se conoce ningún otro dato, excepto que era un payés de remensa. En la versión oficial del atentado enviada a las autoridades castellanas se menciona explícitamente el hecho de que Cañamares actuó en solitario, señalando su estado de perturbación mental como el motivo que le llevó a intentar el regicidio; éste fue también el móvil que se reflejó en las informaciones que manejaron los consejeros catalanes, 
en la correspondencia privada que la reina Isabel mantuvo con su confesor Hernando de Talavera, 
en las crónicas que en la misma época del atentado dejaron escritas Pedro Mártir de Anglería,
Gonzalo Fernández de Oviedo,
Lucio Marineo Sículo,
Lorenzo Galíndez de Carvajal o
Pere Miquel Carbonell, 
y en las que posteriormente redactaron Pedro Barrantes Maldonado,
Alonso de Santa Cruz,
Alonso Fernández de Madrid,
Jerónimo Zurita,
Pere Joan Comes,
Juan de Mariana,
Pedro de Medina,
Juan de Ferreras,
Esteban de Garibay,
Narcís Feliu de la Penya,
William H. Prescott o 
Víctor Balaguer.
Sin embargo, ya en el siglo XX, algunos autores sugirieron otras interpretaciones, apuntando lo irregular de que siendo demente Cañamares hubiera podido heredar los bienes de su padre en 1491 o de que hubiera sido considerado legalmente responsable de sus actos; algunos consideraron su actitud una consecuencia del descontento de algunos remensas con la Sentencia arbitral de Guadalupe dictada por el rey Fernando en 1486, y aun hubo quien lo calificó como «un patriota que se sentía intérprete de la voluntad popular».